# 卡斯泰尔
卡斯泰尔（法語：Castels）是法国多尔多涅省的一个市镇，属于萨拉拉卡内达区（Sarlat-la-Canéda）圣西普里安县（Saint-Cyprien）。该市镇总面积19.6平方公里，2009年时的人口为647人。

## 人口
卡斯泰尔人口变化图示